# Gabardilla
A la orilla del río Ena y a 731 metros de altitud, encontraremos Gabardilla, una antigua aldea de la comarca oscense de Sobrarbe, perteneciente al antiguo municipio de Santa Maria de Buil. Gabardilla nunca tuvo ayuntamiento propio, actualmente depende del ayuntamiento de Aínsa-Sobrarbe. Está delimitada por otras  cuatro aldeas: La Lecina, La Ripa, Luparuelo y San Beliàn (estas dos últimas, pertenecientes hasta 1968 al municipio de Sieste, dependen desde entonces del de Boltaña).
El origen de este topónimo ha sido atribuido al vascón Gabarro=aliaga o a, también del vascón, Gabarra=barranco
Se trata de una aldea de tan sólo tres casas: Broto, El Molino(recientemente restaurada)y Villacampa.
Posee un pequeño oratorio de estilo popular, pero lo que realmente vale la pena destacar es la Ermita de San Quílez, que se encuentra en un estado regular.
Hasta la despoblación de la aldea, se celebaraba la fiesta mayor el 4 de septiembre.

## Ermita de San Quílez
Siglo XVII
Es de nave y ábside rectangulares, éste es sólo acusado al interior por encogimiento de la nave. Ambos cierran con bóveda de cañón. Los muros son de mampostería con puerta de ingreso orientada al sur, adintelada. En el paramento meridional se incrusta una placa de piedra con cruz potenzada incisa en el centro con la inscripción "mosén JUAN CLAVO, AÑO 1714"
La ermita de San Quilez se muestra sola y en lo alto de un cerro, conocido como el Viñero-el monte enfrente de donde ahora parte la pista de Buil-, a la derecha de la carretera de Boltaña a Arcusa y frente al molino y casas de Gabardilla, éstas no visibles.
La fiesta se celebraba el 16 de junio. Iban allí los vecinos y repartían caridad. Al santo de esta ermita se le conoce también como Quirico(castellano), Cyr(francés), Quirze(catalán). Con la despoblación se perdió la fiesta.

## Enlaces
http://www.elve.net/mol/es/molmorph.htm (enlace roto disponible en Internet Archive; véase el historial, la primera versión y la última).
http://www.despobladosenhuesca.com/search/label/LA%20GABARDILLA
http://www.turismosobrarbe.com/comarca.php?niv=1&cla=_25Q0MWRLT&cla2=_25T0RY5BA&cla3=_25U0WB6WE&tip=3&idi=1
- Datos: Q5873041